# Mieczysław Lech
Mieczysław Lech (ur. 1934, zm. 2010) – polski inżynier mechanik (absolwent Politechniki Wrocławskiej) oraz inżynier mechaniki w zakresie energetyki jądrowej (absolwent Politechniki Warszawskiej). Od 1999 r. profesor na Wydziale Mechaniczno-Energetycznym Politechniki Wrocławskiej i dziekan tego wydziału (1996-1999). Za wybitne zasługi w pracy naukowo-dydaktycznej 19 października 1998 odznaczony Krzyżem Kawalerskim Orderu Odrodzenia Polski. Pochowany na Cmentarzu Grabiszyńskim we Wrocławiu.

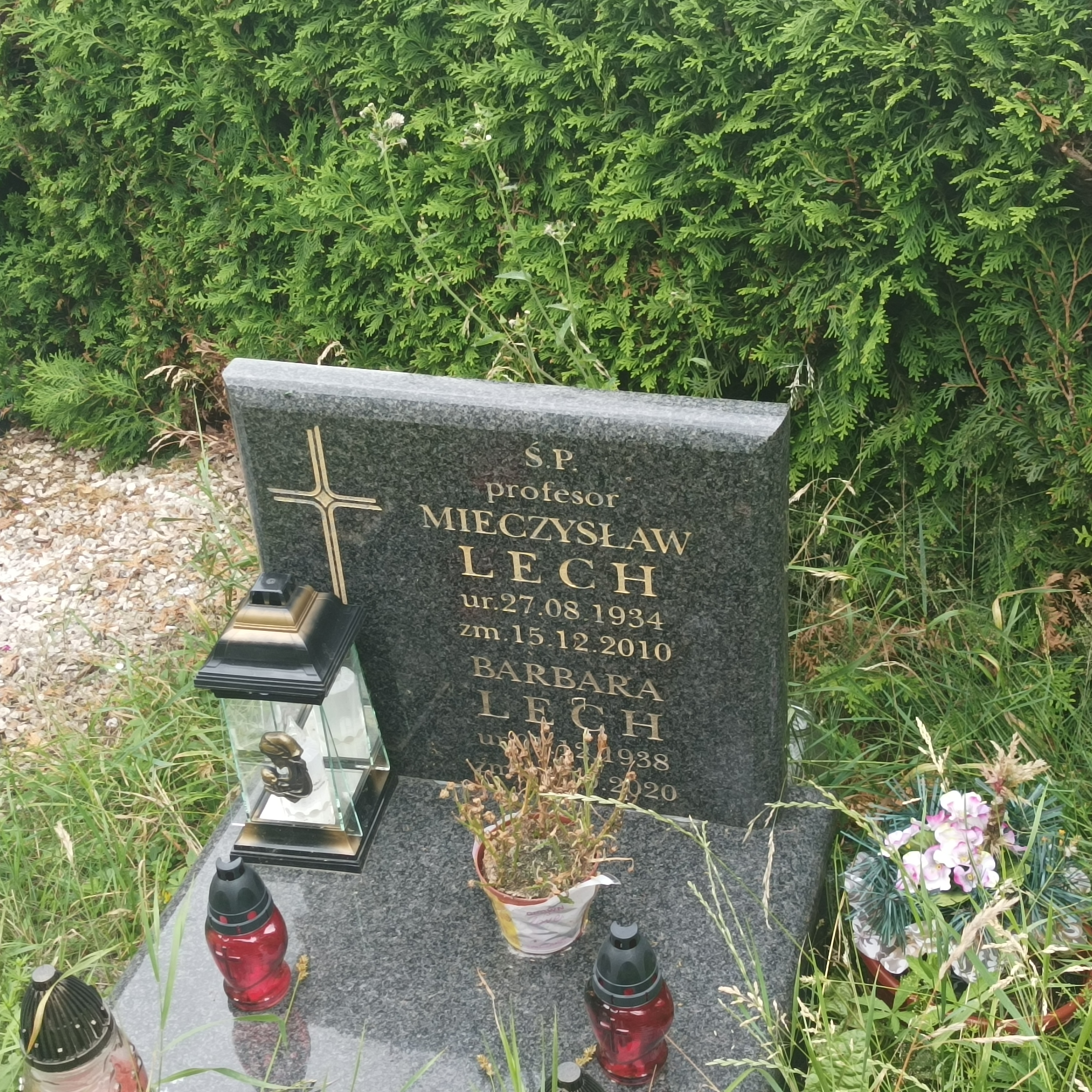
Grób prof. Mieczysława Lecha na Cmentarzu Grabiszyńskim